# Angelo Badoer

Stemma Badoer

Angelo Badoer (Venezia, 19 aprile 1565 – Roma, 1630) è stato un politico e diplomatico italiano, spia antiveneziana al servizio della Chiesa e della Spagna.

## Biografia

### Origini e carriera politica
Nacque da Alberto di Angelo Badoer e da Chiara di Giovanni Priuli. Fu introdotto alla vita pubblica accompagnando il padre, uno dei più apprezzati ambasciatori della Serenissima, in una missione e completò la sua formazione politica con il cardinale Lorenzo Priuli, suo zio.
Nel 1599 fu inviato a Milano dove si trovavano Alberto d'Austria e Isabella di Barcellona. L'anno dopo, in occasione del matrimonio di Ferdinando II d'Asburgo con Maria Anna di Baviera, fu incaricato di condurre le trattative sul problema degli Uscocchi. Tra il 1602 e il 1605 fu nominato ambasciatore della corte francese, dove rimase sino al 1605.
In questo periodo non nascose il desiderio di intraprendere la carriera ecclesiastica e qualcuno già mormorava che questa scelta fosse dettata dalle sue idee filopapali.

### La prima condanna
Nel luglio 1607, mentre era savio di Terraferma, fu al centro di un fatto eclatante che ne compromise l'ascesa politica.
A pochi giorni dal suo arrivo, il Badoer aveva incontrato il nunzio apostolico Berlinghiero Gessi nel convento dei Frari, senza aver chiesto alcuna autorizzazione, né riferendo nulla al riguardo, così come prevedevano le leggi attorno ai rapporti tra veneziani e diplomatici stranieri. Il Badoer, che era a tutti noto come sostenitore dello Stato della Chiesa e della Spagna (negli anni dell'interdetto aveva consigliato un accordo con Paolo V e aveva manifestato la sua ammirazione per Filippo III), fu chiamato a dare spiegazioni di fronte al Consiglio dei dieci, ma dichiarò che durante i colloqui aveva solo ragguagliato il nunzio su alcune "curiosità" veneziane.
Il Badoer se la cavò piuttosto bene: gli inquisitori di Stato, seguaci di Paolo Sarpi, dopo aver minacciato pene ben più severe, lo condannarono ad un anno di carcere con l'interdizione dagli uffici segreti e il divieto di espatrio.

### Il secondo scandalo e la fuga
Nell'aprile 1612 fu di nuovo al centro di un caso altrettanto scabroso: fu accusato dagli inquisitori di intendersela con i regnanti stranieri e di aver incitato al sovvertimento dello Stato. Chiamato a comparire entro tre giorni, il Badoer fuggì. Le conseguenze non si fecero attendere e fu colpito dal bando perpetuo e escluso dal ceto nobiliare, con l'aggiunta di una taglia sulla sua persona.
Se gli storici attuali possono avanzare qualche dubbio sulla veridicità delle prime accuse, nel secondo caso le imputazioni erano fondate. In uno scritto del 1610 Alfonso de la Cueva marchese di Bedmar, ambasciatore spagnolo a Venezia, chiedeva al proprio governo di pagare una pensione annua di duemila ducati al Badoer per i suoi servizi di confidente; in aggiunta, dei rapporti tra il Bedmar e il Badoer aveva riferito una spia veneziana in Spagna. Il caso provocò un autentico terremoto che coinvolse anche altre personalità, come l'ex inquisitore Almorò Zane, ed ebbe conseguenze non solo negli ambienti diplomatici a Venezia, ma anche in varie corti europee.

### La latitanza e la morte
Il Badoer, dal canto suo, si stabilì in Francia e, grazie alla protezione di Carlo I duca di Guisa, condusse un'agiata vita da avventuriero spostandosi in vari paesi europei, ma sempre pedinato delle spie veneziane.
Proseguiva frattanto la sua attività antiveneziana: al servizio del papa, dei Gesuiti e della Spagna, ebbe contatti con il governatore spagnolo a Milano, con il nunzio pontificio a Torino, con Carlo Emanuele I di Savoia e con Alfonso Idiaquez viceré di Navarra. Nel 1615 sfuggì ad un primo tentativo di assassinio.
Nel 1616 era a Parigi, mentre nei due anni successivi fu a Roma finché Paolo V non lo espulse per non doverlo consegnare all'ambasciatore veneziano. Nel 1619 era in Provenza sotto lo pseudonimo di "Francesco Cortese". Dopo aver soggiornato a Bruxelles, nel 1620 lo si ritrova ad Amsterdam, ad Anversa, in Lorena e a Londra come "monsignor Pianta".
Dopo aver transitato per Roma, nel 1622 era a Madrid per conto del cardinale Maffeo Barberini che sperava in una sua elezione al pontificato in vista della morte di Gregorio XV. La missione ebbe successo e il suo mandante, creato papa Urbano VIII, gli offrì benefici nelle diocesi di Pavia, di Ferrara e di Cervia. Si parlò addirittura di un vescovato in Spagna e della nomina a cardinale.
Durante la guerra di Valtellina raggiunse Parigi per conto del papa per mediare la pace con re Luigi XIII. Ebbe quindi un peso notevole sulla pace di Monzón del 1626, che vide la conclusione del conflitto senza che la Francia consultasse il suo alleato veneziano. Con questo la misura era colma e il Senato della Serenissima decise una volta per tutte di toglierlo di mezzo incaricando gli ambasciatori a Parigi e a Torino di farlo uccidere. Venuto in qualche modo a conoscenza del progetto, il Badoer fuggì precipitosamente dalla Francia, salvandosi per la seconda volta da un attentato mentre era a Mâcon.
Morì a Roma nel 1630, secondo alcuni avvelenato. I suoi documenti furono in gran parte bruciati e solo alcune carte pervennero ai veneziani. Prima di morire aveva inviato una lettera al governo della Serenissima, ma il Senato decise di darla alle fiamme senza nemmeno aprirla.